# Janko Ehrlich
Janko Ehrlich (* 26. Juli 1980 in Villach, Österreich; † 2. Februar 2010 in Berlin) war ein italienischer Skispringer.

## Werdegang
Ehrlich war in den 1990er Jahren Mitglied der italienischen Skisprungnationalmannschaft. Zwischen 1995 und 1998 nahm er an den Juniorenweltmeisterschaften teil. 1997 wurde er im kanadischen Canmore Siebter.
Nach dem Ende seiner sportlichen Laufbahn studierte er Rechtswissenschaften an der Universität Udine und war dann als Referendar in Ljubljana tätig. Während der Olympischen Winterspiele 2006 in Turin war er für die Rai Kommentator für die Skisprungwettbewerbe.
2007 kandidierte er für das Amt des Bürgermeisters von Tarvisio und zog für die oppositionelle Lista Civica in den Rat (Consigliere Comunale) ein.
Anfang Februar 2010 wurde er in Berlin, wo er sich seit Beginn des Jahres beruflich aufgehalten hatte, tot aufgefunden. Eine an seine Schwester gerichtete Notiz deutet auf Suizid hin.